# 北京地铁八通线
北京地铁八通线连接中国北京市朝阳区高碑店站至通州区环球度假区站，是北京地铁的一条东西向的地铁线路，全长23.4千米，共设13座车站，在北京轨道交通线网图中标识色为 Pantone 1807C ，与1号线相同。
八通线是1号线的东段延长线，2000年12月启动准备工程，2001年12月28日全线开工，至2003年12月27日竣工通车。其承担着连接北京中心城区和北京城市副中心河西片区的轨道交通联系功能，在四惠东站与1号线接轨，贯通运营。现时在北京地铁的相关运营公告上，“八通线”一名已不再独立使用，而是与1号线并称“1号线八通线”。

## 路线
2021年8月29日与1号线贯通后，1号线列车在通过四惠东站后，高架跨入京通快速路路中预留的隔离带驶入八通线的新起点站高碑店站，并沿京通快速路向东至八里桥进入通州区后，沿京津公路南侧敷设，到达北京环球度假区内的环球度假区站，并设置土桥车辆段。共设有11座车站，其中2座为地面站，9座为高架站。八通线南延线路全长4.5千米，其中地面线约420米，U型槽约600米，其余约3.73千米为地下线，设2座车站。其中花庄站至环球度假区站区段，列车靠左行驶。

## 历史
八通线的规划方案于1990年代初的北京地铁规划方案中确定了朝阳段的路由，故1990年代建设的京通快速路在双向中间的隔离带预留了地铁线路及车站的位置，为八通线的建设创造了条件。但线路在通州区境内的路由曾有多种方案：最初的方案到达北苑环岛后继续向东，沿着老城区的主要道路新华大街布置，但是新华大街红线较窄，地下管线密布，不论高架还是地下线路均存在建设困难；90年代初提出第二种方案，在北苑环岛沿京津公路向东南，到果园环岛附近沿运河西大街向东高架，直至运河边，这一方案照顾了当时正在开发的居民区，施工难度也较小，但由于资金问题八通线并未在当时建设；到1990年代中期，当时新推出的北京市总体规划中，通州新城的中心向南转移，此时八通线的线路再次向南改动，从北苑环岛一直沿京津公路向东南布置，即现在的线路。
八通线沿用原北京地铁一线中“复八线”（复兴门至八王坟，复兴门站至四惠东站）的命名方式，虽然起点实际上在“八王坟”以东，但仍取起点“八”王坟和终点“通”州的首字命名。然而作为郊区线路，由于最初规划时对客流量的估算过于保守，八通线并未如复八线一样与原有线路贯通运营，而是在四惠、四惠东两站采用分散换乘的方式与复八线相连。但在实施前，设计部门还是在四惠东站西侧预留了一段无构造柱空间，方便日后对轨道进行连接。
2003年12月27日，八通线竣工通车。线路开通之后，从通州可以实现“半小时进城”，相较当时已十分拥堵的京通快速路的车速来说快得多。
最初的一段时间，八通线采用了曾在13号线运营的3节编组的过渡列车，后来随着列车到位，2005年5月按照设计启用了4节编组列车；而由于八通线沿线以住宅为主，很快就遇到了拥挤的问题；而八通线通车本身同时也加剧了通州新城的房产开发，沿线逐渐变成了“睡城”；再加上北京市推行公交优先政策，在2007年将地铁票价改成了2元一票制，八通线客流越发增大，即使间隔缩短，也仍然显得非常拥挤。因而在2007年启动了八通线列车扩编工作，将车辆扩编为6节编组，至2008年8月奥运会开幕前完成。虽然如此，八通线客流仍然很快增长到运能极限。在京通快速路辟公交车道，以及与1号线、八通线平行的6号线开通后，八通线客流有所下降，但仍然是北京地铁最为拥挤的线路之一。
2010年，通州区谋划八通线继续向东延伸，由土桥站东延三站至六环外的张家湾镇及通州经济开发区，这段延长线全长2.5千米，敷设于在通州经济开发区北侧，设有3座车站，终点位于梁各庄村；同时由土桥站增设支线前往规划中的环球影城，线路全长1.6千米。但最终实施时，仅保留了通往环球影城的支线。这一段工程称作“八通线南延”或“八通线二期”，从土桥站出发后继续向东南方向入地，至东六环内侧转向西，与7号线东延并行至环球度假区站为止。线路全长4.5千米，其中地面线约420米，U型槽约600米，其余约3.73千米为地下线，设花庄站和环球度假区站2座车站，均可与7号线换乘。
2019年12月28日，花庄站随八通线南延线开通，环球度假区站则因北京环球度假区尚未完工，暂不开通，直至2021年8月26日启用。
2021年8月29日（周日），八通线与1号线正式跨线运营。跨线运营后，早高峰期间最小行车间隔1分45秒，晚高峰最小行车间隔2分20秒；开行早高峰为果园站至公主坟站，晚高峰为古城站至果园站的小交路班次；停用四惠东站1号线站台和四惠站八通线站台。此外，八通线原有四惠站和四惠东站完全并入1号线，八通线起点改为高碑店站。
2021年10月17日至12月15日，管庄站至果园站区段提前结束运营，以便加装声屏障，古城站（开往环球度假区）全程末班车提前至19:46，环球度假区站（开往古城）全程末班车提前至20:32，全程末班发车后1号线-八通线古城站至管庄站、果园站至环球度假区站两个区段分段折返运营。
2022年5月1日，因受2019冠状病毒病疫情影响，北京环球度假区暂停开放，环球度假区站暂时封闭，1号线八通线与7号线列车改在花庄站清客，并空驶至该站折返。
2022年5月4日，因再次受到2019冠状病毒病疫情的影响，高碑店、传媒大学、双桥、管庄、八里桥站暂时封闭，列车通过不停车。
2022年5月29日，高碑店、传媒大学、双桥、管庄、八里桥站恢复运营。2022年6月1日，环球度假区站恢复运营。
2025年4月12日，大部分均为地面线路的八通线因北京市大风橙色预警而停运一天，1号线列车利用四惠东站折返线折返。

## 设施

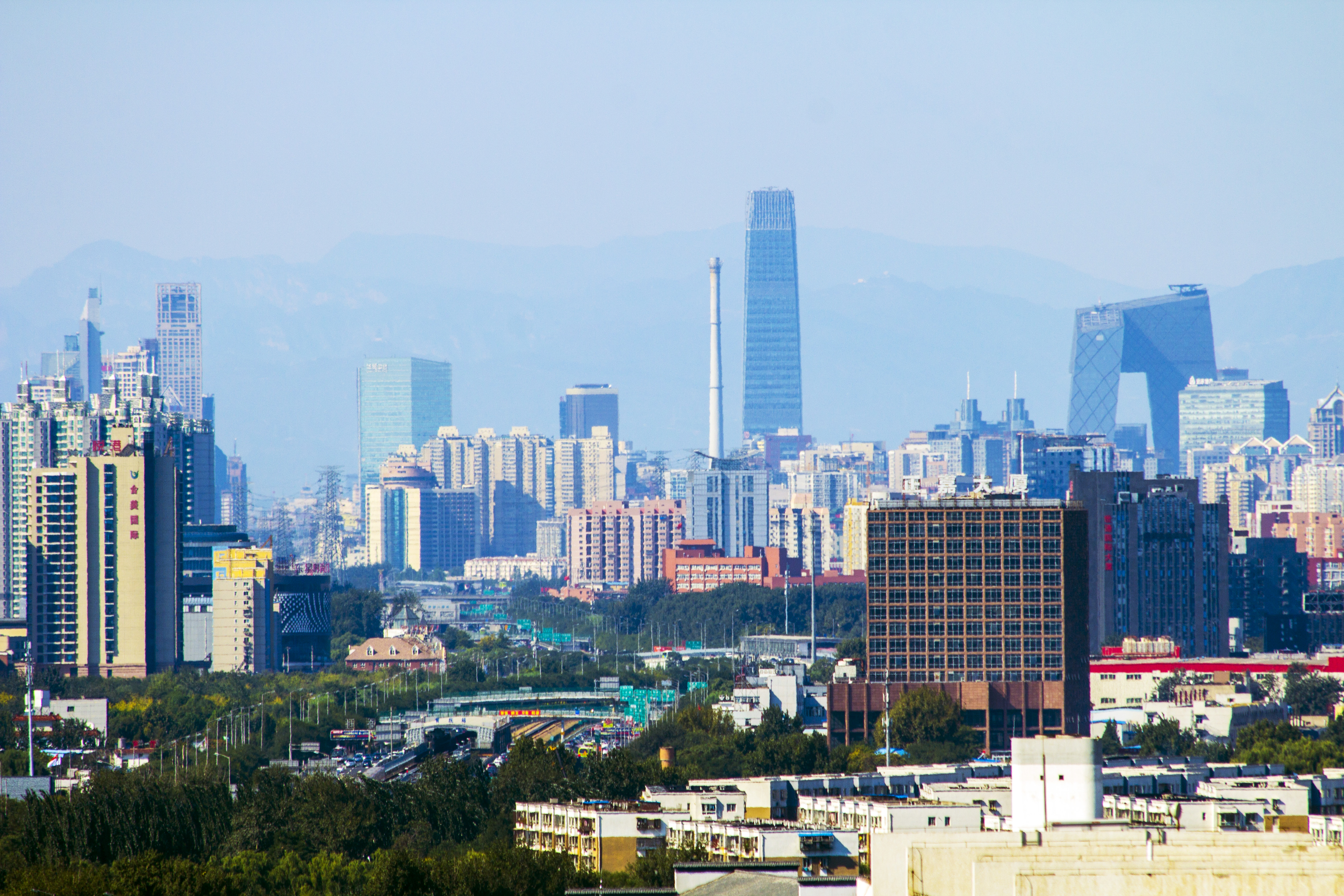
管庄站、双桥站、傳媒大學站和高碑店站（从下到上），在通州区拍摄

除了随复八线工程建设的四惠和四惠东两站以外，八通线一期的新增车站均采用侧式站台设计，建筑面积在5000至7000平方米之间。由于一期全线位于地面以上，各个车站都对建筑造型进行了处理，显得多变且各异，但颜色的运用上仍较为单调。在通州段（通州北苑站至土桥站）各站均设计了站前广场，以方便乘客转乘其他交通工具。
四惠、四惠东两站为与1号线的换乘站，乘客在此继续乘坐1号线向西进入市区中心或由市中心前往通州方向。设计时将换乘站分设在两座车站内，进城方向（八通线四惠－1号线苹果园方向）的乘客在四惠东站换乘，而出城方向（1号线四惠东－八通线土桥方向）则在四惠站换乘，以期减少客流对冲及站内的拥挤程度。但由于初期并非贯通运营，也未采用同站台换乘，换乘站客流压力仍然较大，直至2021年8月29日1号线和八通线贯通运营、两站分别停用一组站台后才有所改观。
北京地铁1、2、13号线和八通线一期四条线路建设时并未设置屏蔽门，但时常发生的跳下或坠下站台事故使得老线增设屏蔽门的提议一直受到关注，在2010年提出的治堵方案中也提出要在老线增设屏蔽门。2012年，13号线和八通线一期开始在各站实施加装屏蔽门施工，利用夜间时间在车站进行施工作业。加装工程原计划于2013年完成，但安装完成后仍需时间进行调试，因此直至2015年6月屏蔽门才正式开始运行。

## 车站列表
所有車站都位於北京市內。
| 分期                                                      | 站名[1]                                           | 里程 （米）                                       | 站间距 （米）                                     | 旧有车站编号                                      | 换乘[2]                                           | 行政区                                            | 开通日期                                          | 站台设计                                          | 开门方向                                          | 早晚高峰小交路                                    |
| ↑直通 1号线运行至古城站（早高峰小交路至公主坟站）         | ↑直通 1号线运行至古城站（早高峰小交路至公主坟站） | ↑直通 1号线运行至古城站（早高峰小交路至公主坟站） | ↑直通 1号线运行至古城站（早高峰小交路至公主坟站） | ↑直通 1号线运行至古城站（早高峰小交路至公主坟站） | ↑直通 1号线运行至古城站（早高峰小交路至公主坟站） | ↑直通 1号线运行至古城站（早高峰小交路至公主坟站） | ↑直通 1号线运行至古城站（早高峰小交路至公主坟站） | ↑直通 1号线运行至古城站（早高峰小交路至公主坟站） | ↑直通 1号线运行至古城站（早高峰小交路至公主坟站） | ↑直通 1号线运行至古城站（早高峰小交路至公主坟站） |
| --------------------------------------------------------- | ------------------------------------------------- | ------------------------------------------------- | ------------------------------------------------- | ------------------------------------------------- | ------------------------------------------------- | ------------------------------------------------- | ------------------------------------------------- | ------------------------------------------------- | ------------------------------------------------- | ------------------------------------------------- |
| 一期                                                      | 高碑店                                            | 31815                                             | 1375                                              | BT03                                              | 不適用                                            | 朝阳区                                            | 2003年12月27日                                    | 高架侧式站台                                      | 右侧                                              | ●                                                 |
| 一期                                                      | 传媒大学                                          | 33817                                             | 2002                                              | BT04                                              | 不適用                                            | 朝阳区                                            | 2003年12月27日                                    | 地面侧式站台                                      | 右侧                                              | ●                                                 |
| 一期                                                      | 双桥                                              | 35711                                             | 1894                                              | BT05                                              | 不適用                                            | 朝阳区                                            | 2003年12月27日                                    | 高架侧式站台                                      | 右侧                                              | ●                                                 |
| 一期                                                      | 管庄                                              | 37623                                             | 1912                                              | BT06                                              | 平谷线                                            | 朝阳区                                            | 2003年12月27日                                    | 高架侧式站台                                      | 右侧                                              | ●                                                 |
| 一期                                                      | 八里桥                                            | 39386                                             | 1763                                              | BT07                                              | 不適用                                            | 朝阳区                                            | 2003年12月27日                                    | 高架侧式站台                                      | 右侧                                              | ●                                                 |
| 一期                                                      | 通州北苑                                          | 41086                                             | 1700                                              | BT08                                              | 不適用                                            | 通州区                                            | 2003年12月27日                                    | 高架侧式站台                                      | 右侧                                              | ●                                                 |
| 一期                                                      | 果园                                              | 42551                                             | 1465                                              | BT09                                              | 不適用                                            | 通州区                                            | 2003年12月27日                                    | 高架侧式站台                                      | 右侧                                              | ●                                                 |
| 一期                                                      | 九棵树                                            | 43541                                             | 990                                               | BT10                                              | 不適用                                            | 通州区                                            | 2003年12月27日                                    | 高架侧式站台                                      | 右侧                                              | 不適用                                            |
| 一期                                                      | 梨园                                              | 44766                                             | 1225                                              | BT11                                              | 不適用                                            | 通州区                                            | 2003年12月27日                                    | 高架侧式站台                                      | 右侧                                              | 不適用                                            |
| 一期                                                      | 临河里                                            | 46023                                             | 1257                                              | BT12                                              | 不適用                                            | 通州区                                            | 2003年12月27日                                    | 高架侧式站台                                      | 右侧                                              | 不適用                                            |
| 一期                                                      | 土桥                                              | 46799                                             | 776                                               | BT13                                              | 不適用                                            | 通州区                                            | 2003年12月27日                                    | 地面侧式站台                                      | 右侧                                              | 不適用                                            |
| 南延                                                      | 花庄                                              | 49037                                             | 2238                                              | 不適用                                            | 7号线 施园站                                      | 通州区                                            | 2019年12月28日                                    | 地下岛式站台                                      | 左侧                                              | 不適用                                            |
| 南延                                                      | 环球度假区                                        | 50900                                             | 1863                                              | 不適用                                            | 7号线                                             | 通州区                                            | 2021年8月26日                                     | 地下岛式站台                                      | 右侧                                              | 不適用                                            |
| 注释                                                      |                                                   |                                                   |                                                   |                                                   |                                                   |                                                   |                                                   |                                                   |                                                   |                                                   |
| 1 斜体标示的车站，尚未启用。 2 斜体标示的换乘，尚未启用。 |                                                   |                                                   |                                                   |                                                   |                                                   |                                                   |                                                   |                                                   |                                                   |                                                   |

## 车辆
| 现名   | 改造自 | 制造商                                | 车辆编成            | 制造年代  | 车辆总数                         | 上线时间               | 其它名称           | 照片 |
| ------ | ------ | ------------------------------------- | ------------------- | --------- | -------------------------------- | ---------------------- | ------------------ | ---- |
| DK3G   | DK3    | 長春客车廠 北京地鐵車輛廠改造         | 3C（Mc+Mc+Mc）      | 1971-1972 | 14列（TQ101-TQ114）              | 2003/12/27- 2005/04/27 | BJ-3               |      |
| DK8    | 無     | 長春客车廠                            | 3C（Mc+Mc+Mc）      | 1982      | 4列（TQ115-TQ118）               | 2003/12/27- 2005/04/27 | BJ-4               |      |
| SFM01  | SFX01  | 南車青島四方機車車輛                  | 6B（Mc+T+M+T+T+Mc） | 2003-2004 | 8列（TQ401-TQ408）               | 2003/12/27-            | 紅蛇（昵称）       |      |
| SFM01  | SFX01  | 北京地鐵車輛廠                        | 6B（Mc+T+M+T+T+Mc） | 2004-2005 | 10列（TQ415-TQ424）              | 2003/12/27-            | 紅蛇（昵称）       |      |
| SFM02  | SFX02  | 南車青島四方機車車輛                  | 6B（Mc+T+M+T+T+Mc） | 2003-2004 | 6列（TQ409-TQ414）               | 2004                   | 紅蛇（昵称）       |      |
| SFM07  | 无     | 南車青島四方機車車輛                  | 6B（Mc+T+M+T+T+Mc） | 2007-2008 | 6列（TQ425-TQ430）               | 2008-                  | 紅蛇（昵称）       |      |
| SFM01G | SFM01  | 北京地鐵車輛裝備改造                  | 6B（Mc+T+M+T+T+Mc） |           | 18列（01071-01078、01085-01094） | 2015-                  | 狗头蛇一代（昵称） |      |
| SFM02G | SFM02  | 北京地鐵車輛裝備改造                  | 6B（Mc+T+M+T+T+Mc） |           | 6列（01079-01084）               | 2015-                  | 狗头蛇一代（昵称） |      |
| SFM07G | SFM07  | 北京地鐵車輛裝備改造                  | 6B（Mc+T+M+T+T+Mc） |           | 6列（01095-01100）               | 2015-                  | 狗头蛇一代（昵称） |      |
| BDK06  | 无     | 北京地鐵車輛裝備                      | 6B（Tc+M+T+M+M+Tc） | 2019-2021 | 12列（01101-01112）              | 2019/11/28-            |                    |      |
| DKZ4G  | DKZ4   | 北京地铁车辆装备改造                  | 6B（Mc+T+M+T+T+Mc） | 2009-2012 | 31列（01001-01031）              | 2021/08/29-            | V車（昵称）        |      |
| SFM04  | 无     | 南車青島四方機車車輛 北京地鐵車輛裝備 | 6B（Tc+M+T+M+M+Tc） | 2006      | 19列（01032-01051）              | 2021/08/29-            | 杵子（昵称）       |      |
| SFM04A | 无     | 南車青島四方機車車輛 北京地鐵車輛裝備 | 6B（Tc+M+T+M+M+Tc） | 2011      | 18列（01052-01070）              | 2021/08/29-            | 杵子（昵称）       |      |

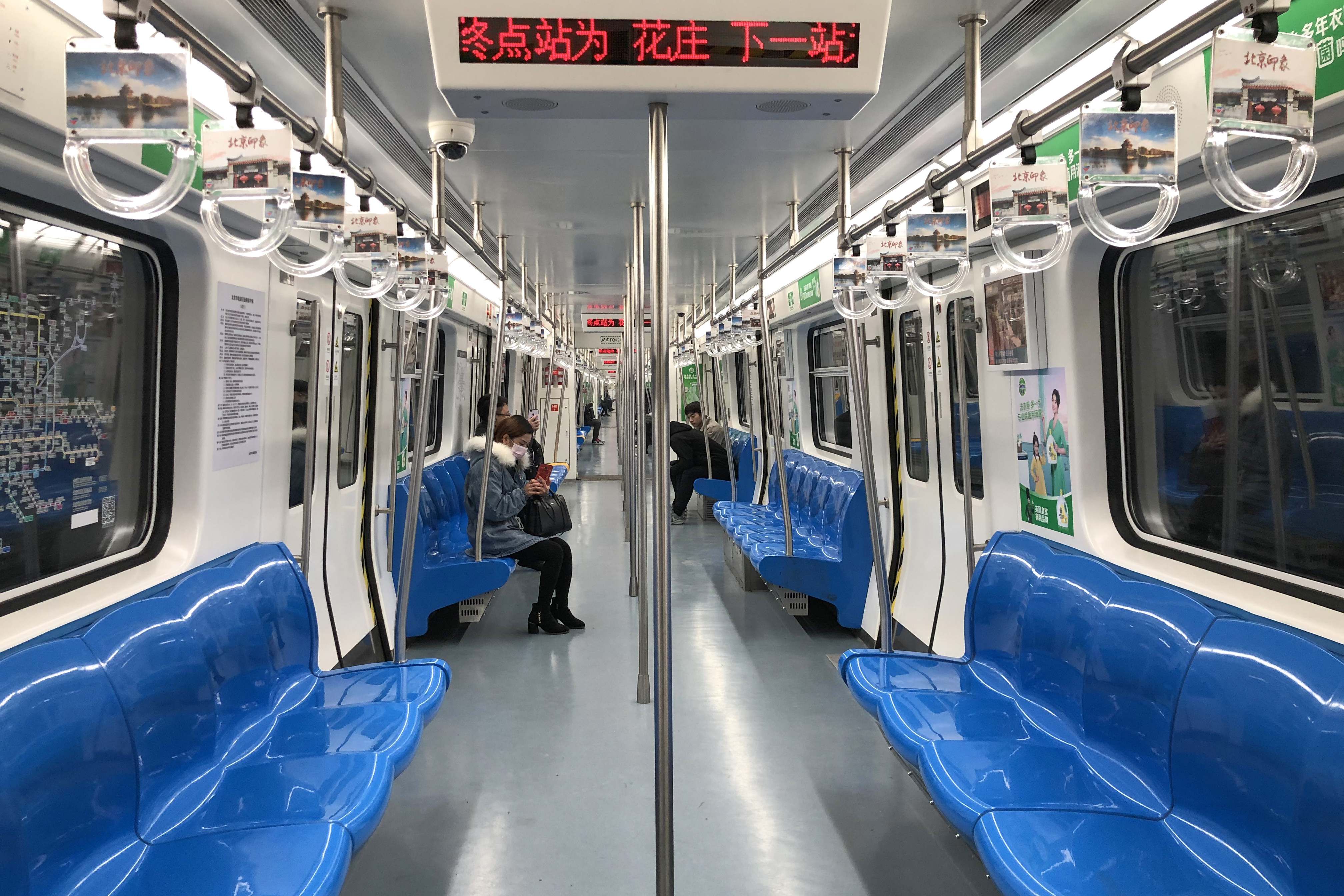
八通线列车内部

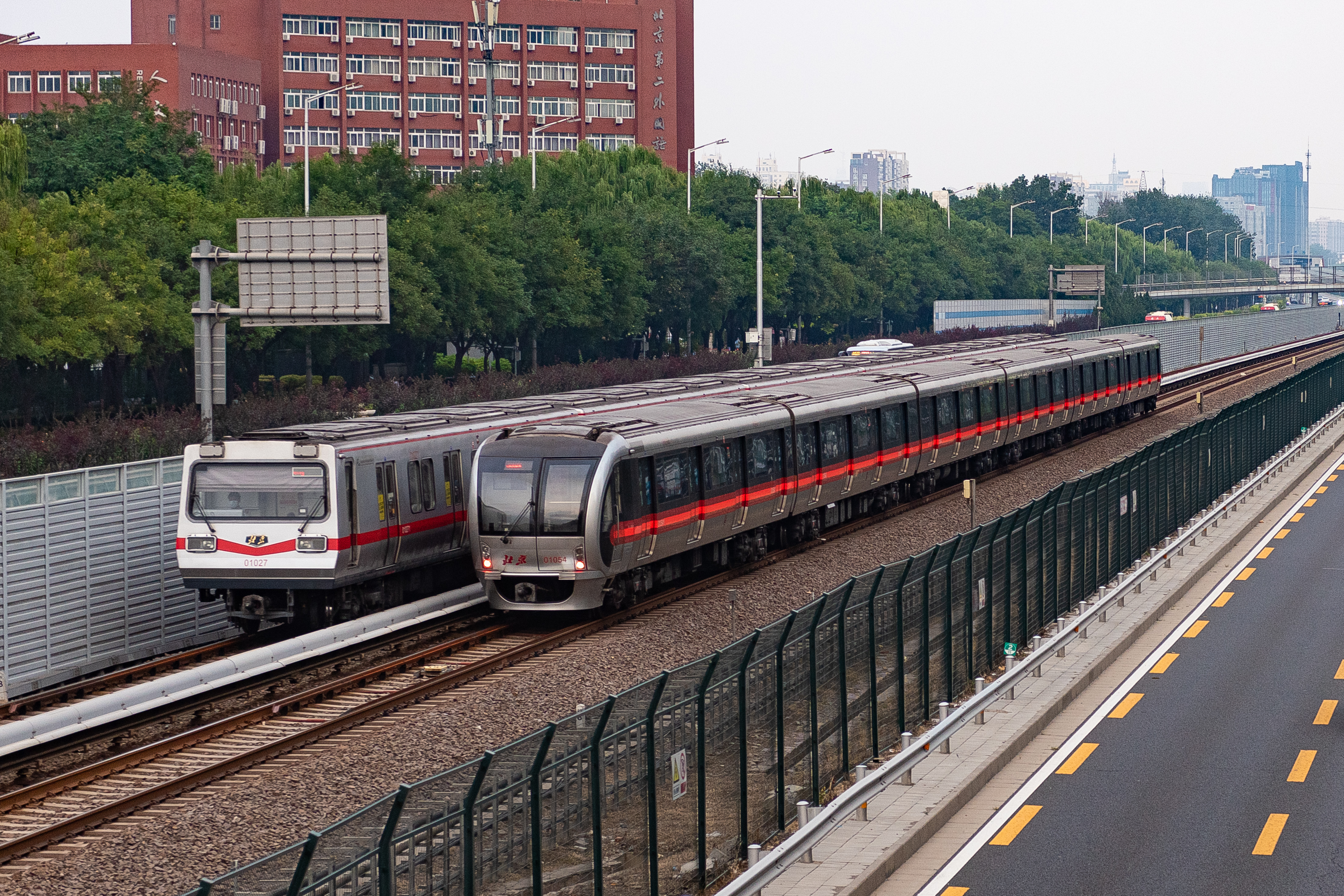
1号线与八通线贯通首日，1号线的两款列车在八通线传媒大学-双桥区间交会

八通线车辆由南车青岛四方机车车辆股份有限公司和北京地铁车辆厂（现京车装备集团）联合制造，车身由碳钢或不锈钢制成。车辆外形与1号线相同，比标准B型列车稍小，以便于日后贯通运行；受此限制，厂家专门设计了超薄空调置于列车顶部。初期4节编组，2动2拖；2008年全部改为6节编组，3动3拖。供电方式为第三轨供电，上部受流，直流750V电压。列车最高运行时速为80km/h。八通线车辆为北京地铁首次采用大通道列车，两节车之间不再设置门，而采用大断面通道直接连接，乘客可以无障碍地在两节车厢间通行。
在SFM01投产前，国内长期只有长春客车厂一家地铁车辆生产厂家。为了培养、扶持新的厂家，地铁公司在报价相差无几的情况下选择了四方车辆厂。
2018年起，京车装备集团陆续开始对八通线列车进行改造，改造包含加装闪灯路线图、更新内饰及空调、更换照明灯具等。同时，对原有的流线型车头进行了割除，更换为与DKZ16型电动客车（在北京地铁2号线运营）近似的方形车头，并同时增加逃生门。至2019年末，所有30组列车均进行了改造。
2019年12月起，八通线新造车辆开始上线运行，由京车装备集团制造，型号为BDK06。八通线新造车辆的车身更换为不锈钢，取消灰色涂装，车身侧面的红色色带由喷涂变为贴纸，增加了冷暖空调、内饰闪灯线路图更换为36.6英寸的LCD电子显示屏，LED电子滚屏改为在车厢两端布置，其余与八通线改造车辆相同。新造车分为两批次交付：第一批次（八通线南延工程配套车辆）截至2020年10月已全部上线运营（TQ 431 - TQ 437，2021年5月更改编号为 01 101 - 01 107）；第二批次（一号线、八通线贯通工程配套车辆，01 108 - 01 112）预计在贯通工程完工后全部上线运营，其中首列车（01 108）于2021年3月底入驻四惠车辆段。
2021年8月29日，1号线与八通线贯通运营，原用于1号线的DKZ4型和SFM04型开始在八通线运行。

## 运营时间及间隔
从土桥站开往四惠站的首班车于早晨5:20始发，末班车于晚上22:42始发。从四惠站开往土桥站的首班车于6:00始发，末班车于晚上23:22始发。
八通线设计时，根据客流预测将远期高峰最小行车间隔定为3分钟，并据此设计了供电系统（不过，信号等其他系统允许的追踪间隔为2分钟）。但是随着票价的下降和线网规模的扩大，八通线的客流快速增长，高峰运行间隔因而不断缩短，至2008年8月（距开通还不足5年）就已经将早高峰最小间隔压缩至3分钟。2011年6月，为了进一步缓解拥挤的情况，八通线早高峰期间在果园站至四惠站之间增开了区间车，使得这一段线路最小间隔得以缩短至2分50秒。
2020年3月24日至2021年8月28日期间，八通线逢工作日实行超常超强运行图：早晚高峰开行四惠-果园小交路列车，大小交路列车的比例为3:1，最小行车间隔由2分50秒缩至1分58秒，且早高峰7:10至9:08期间，出城方向部分列车在九棵树站、梨园站、临河里站、土桥站通过不停车，部分列车在管庄站、八里桥站、通州北苑站通过不停车；晚高峰17:32至19:35期间，进城方向部分列车在土桥站、临河里站、梨园站、九棵树站通过不停车，部分列车在通州北苑站、八里桥站、管庄站通过不停车。

## 票价
6公里(含)内3元；6-12公里(含)4元；12-22公里(含)5元；22-32公里(含)6元；32公里以上每加1元可乘20公里（对除机场线外的北京地铁线路均有效）。
2007年10月7日以前，仅乘坐八通线的票价是2元，八通线换乘1、2号线的车票则为4元，而从八通线换乘至13号线则没有通票，需要买至少2张票。此外，地铁月票只能在1、2号线使用，不能在八通线使用。
2017年1月3日起，在工作日7时（含）前，持市政交通一卡通的乘客乘坐八通线，票价可享5折优惠（需在土桥站至高碑店站之间的任意一个车站进站）。在2015年12月22日至2016年12月31日期间的工作日早7点前，持市政交通一卡通的乘客乘坐八通线，票价优惠为7折。